# Sibyllinische Bücher
Die Sibyllinischen Bücher waren eine Sammlung von Orakelsprüchen in griechischen Hexametern, die während der gesamten Geschichte des Römischen Reichs in Krisensituationen zu Rate gezogen wurden.

## Ursprung der Weissagungen
Die älteste Sammlung sibyllinischer Orakel scheint in der Zeit des Solon (640–560 v. Chr.) und Kyros in Gergis auf dem Berg Ida erstellt worden zu sein; sie war der Sibylle von Marpessos zugeordnet und wurde im Tempel des Apollon in Gergis aufbewahrt. Von Gergis kam die Sammlung nach Erythrai (Attika) und nach Cumae zur Sibylle von Cumae, die Aeneas vor seinem Abstieg in die Unterwelt befragte.

## Aufnahme der Bücher in den Staatskult Roms
Der halblegendäre letzte römische König Tarquinius Superbus soll die Sibyllinischen Bücher einer Wahrsagerin (Sibylle) abgekauft haben.
Die Geschichte des Erwerbs der Sibyllinischen Bücher durch diesen letzten König von Rom ist eines der berühmten mythischen Elemente römischer Geschichte. Eine (alte) Frau bot dem Etrusker Tarquinius neun Bücher dieser Prophezeiungen zum Kauf an, was der König aufgrund des geforderten horrenden Preises ablehnte; daraufhin verbrannte sie drei der Bücher und bot den Rest zum gleichen Preis erneut an. Tarquinius lehnte ein zweites Mal ab, sie verbrannte drei weitere Bücher und wiederholte ihr Angebot. Jetzt lenkte Tarquinius ein, erwarb die letzten drei Bücher zum vollen Preis und brachte sie anschließend in einem Gewölbe des Jupitertempels auf dem Kapitol unter.
Bei der Wahrsagerin soll es sich um die Sibylle von Cumae gehandelt haben, eine Sibylle, die schon Aeneas, dem mythischen Ahnen der Römer, nach seiner Landung in Italien von der Zukunft Roms prophezeit hatte. Aber auch wenn die Bücher so ihr zugeschrieben werden, gehen sie doch auf die oben genannten Ursprünge sibyllinischer Orakel zurück.
Die Übernahme der Sibyllinischen Bücher aus Cumae soll eine Reaktion gegen den kulturellen Einfluss Etruriens und den Beginn einer eigenstaatlichen Religionspolitik in Rom darstellen.
Das Wissen von den drei verbliebenen Büchern der Sibylle wird noch nach 317 n. Chr. von Lactantius und von Origenes zitiert.

## Verwaltung und Befragung der Bücher
Die Sibyllinischen Bücher wurden der Obhut von zwei Patriziern (Duumviri) anvertraut, nach 376 v. Chr. wurden dann zehn Wächter ernannt, fünf Patrizier und fünf Plebejer (Decemviri), schließlich wurde, wohl in der Zeit Sullas, ihre Zahl auf fünfzehn (Quindecimviri) erhöht. Bei diesen Decemviri Sacris Faciundis handelt es sich üblicherweise um ehemalige Konsuln oder Praetoren, die ihr Amt lebenslang ausübten und von allen anderen öffentlichen Pflichten entbunden waren. Ihre Aufgabe bestand darin, die Bücher geheim und in Sicherheit zu halten. Sie konsultierten die Bücher auf Anweisung des Senats (wobei sie, da die Bücher in griechischer Sprache und in Hexametern geschrieben waren, von zwei griechischen Übersetzern unterstützt wurden), nicht um exakte Zukunftsvorhersagen in Form von Prophezeiungen zu erhalten, sondern um die religiösen Maßnahmen festzulegen, die erforderlich waren, um außergewöhnliche Unglücke zu vermeiden oder bei unheilverkündenden Zeichen (Kometen, Erdbeben, Seuchen und ähnlichem) Sühne zu leisten, wobei nur der in den Sibyllinischen Büchern beschriebene Sühneritus der Öffentlichkeit verkündet wurde, nicht die Orakel selbst – wodurch dem Missbrauch Tür und Tor geöffnet war.
Auch hatten die Wächter der Sibyllinischen Bücher die Oberaufsicht über die Verehrung des Apollon, der Magna Mater Kybele und der Ceres, deren Kult durch die Bücher eingeführt worden war. Somit war eine der wesentlichen Wirkungen der Sibyllinischen Bücher ihr Einfluss auf die Einführung griechischer Kulte und der griechischen Götterwelt in die ursprüngliche römische Religion, insoweit dies nicht bereits durch die etruskische Religion geschehen war. Als die Sibyllinischen Bücher in Anatolien, in der Nachbarschaft Trojas zusammengestellt wurden, berücksichtigten sie die Götter und Göttinnen sowie deren Riten vor Ort, die dadurch in die Kulte des römischen Staates eingeführt wurden, eine synkretistische Verschmelzung nationaler Gottheiten mit den korrespondierenden griechischen Gottheiten, und eine generelle Modifikation der römischen Religion.

## Verlust und Ersatz
Als der Jupitertempel auf dem Kapitol im Jahr 83 v. Chr. niederbrannte, gingen die Bücher verloren – und wurden, dem bodenständigen Religionsverständnis der Römer entsprechend, vom Senat im Jahr 76 v. Chr. durch eine neue Sammlung ähnlicher Sprüche ersetzt, die aus Ilium (Troja), Erythrae, Samos, Sizilien und Africa zusammengetragen wurden. Diese neue sibyllinische Sammlung wurde im wieder aufgebauten Tempel deponiert, zusammen mit Sprüchen einheimischen Ursprungs, zum Beispiel denen der Sibylle von Tibur, den Brüdern Marcius und anderen. Vom Kapitol wurden sie von Augustus in seiner Eigenschaft als Pontifex Maximus 12 v. Chr. – nach einer Überprüfung und der Anfertigung einer Abschrift – in den Tempel des Apollo Patrous auf dem Palatin transferiert, wo sie im Jahr 363 n. Chr. beinahe einem Brand zum Opfer fielen.
Vom Heermeister Flavius Stilicho († 408) wird berichtet, er habe im Jahr 405 eine Ausgabe Sibyllinischer Bücher verbrannt.

## Überlieferte Fragmente
Einige ursprüngliche Verse aus den Sibyllinischen Büchern sind im Buch der Wunder des Phlegon von Tralles (2. Jahrhundert) erhalten geblieben.
Die Sibyllinischen Bücher sind nicht mit dem sogenannten Sibyllinischen Orakeln identisch, einer im 6. Jahrhundert zusammengestellten Sammlung vermeintlich prophetischer Schriften, die auf jüdische, christliche und heidnische Quellen von 150 v. Chr. bis 300 n. Chr. zurückgehen.